# Journées cinématographiques de Carthage 2016
Les Journées cinématographiques de Carthage 2016, 27e édition du festival, se déroulent du 28 octobre 2016 au 5 novembre 2016.

## Déroulement et faits marquants
Le 5 novembre 2016, le palmarès est dévoilé. C'est le film tunisien Zaineb n'aime pas la neige de Kaouther Ben Hania qui remporte le prix principal, le Tanit d'or.

## Jury
- Abderrahmane Sissako (président du jury), réalisateur
- Abdelhalim Messaoudi, écrivain, critique
- Dyana Gaye, réalisatrice
- Giovanna Taviani, essayiste et professeur
- Khaled Youssef, réalisateur
- Marc Irmer, producteur
- Yamina Bachir-Chouikh, scripte et monteuse

## Sélection

### Compétition
- The Revolution Won't be Televised de Rama Thiaw
- 3000 Nuits de Mai Masri
- Action Kommandant de Nadine Angel Cloete
- Al Medina d'Omar Charkaoui
- Bois d'ébène de Moussa Touré
- Divines d'Houda Benyamina
- Les Péchés de la chair de Khaled El Hagar (en)
- Memleketi merulekan d'Adnen Othman
- Manazil bela abwab d'Avo Kaprealian
- La Ferme des vaches d'Ali Chaykh Khedher
- Eshtebak de Mohamed Diab
- Affame ton chien de Hicham Lasri
- Thom de Tahirou Tasséré Ouédraogo
- Hissein Habré, une tragédie tchadienne de Mahamat Saleh Haroun
- Chouf de Karim Dridi
- Demain dès l'aube de Lotfi Achour
- Thala mon amour de Mehdi Hmili
- Zaineb n'aime pas la neige de Kaouther Ben Hania

## Palmarès
Le palmarès de l'édition est le suivant :
- Tanit d'or : Zaineb n'aime pas la neige de Kaouther Ben Hania
- Tanit d'argent : Eshtebak de Mohamed Diab
- Tanit de bronze : 3000 Nuits de Mai Masri
- Prix spécial du jury : The Revolution Won't be Televised de Rama Thiaw
- Prix du meilleur montage : Eshtebak de Mohamed Diab
- Prix de la meilleure image : Eshtebak de Mohamed Diab
- Prix du meilleur scénario : 3000 Nuits de Mai Masri
- Prix d'interprétation dans un rôle féminin : Oulaya Amamra et Déborah Lukumuena dans Divines de Houda Benyamina
- Prix d'interprétation dans un rôle masculin : Foued Nabba dans Chouf de Karim Dridi